# Ojo de Agua, Tihuatlán
Ojo de Agua är en ort i Mexiko.   Den ligger i kommunen Tihuatlán och delstaten Veracruz, i den sydöstra delen av landet, 200 km nordost om huvudstaden Mexico City. Ojo de Agua ligger 81 meter över havet och antalet invånare är 135.
Terrängen runt Ojo de Agua är kuperad åt sydväst, men åt nordost är den platt. Runt Ojo de Agua är det ganska tätbefolkat, med 108 invånare per kvadratkilometer. Närmaste större samhälle är Poza Rica de Hidalgo, 11,3 km öster om Ojo de Agua. Omgivningarna runt Ojo de Agua är en mosaik av jordbruksmark och naturlig växtlighet.